# Andre Klump

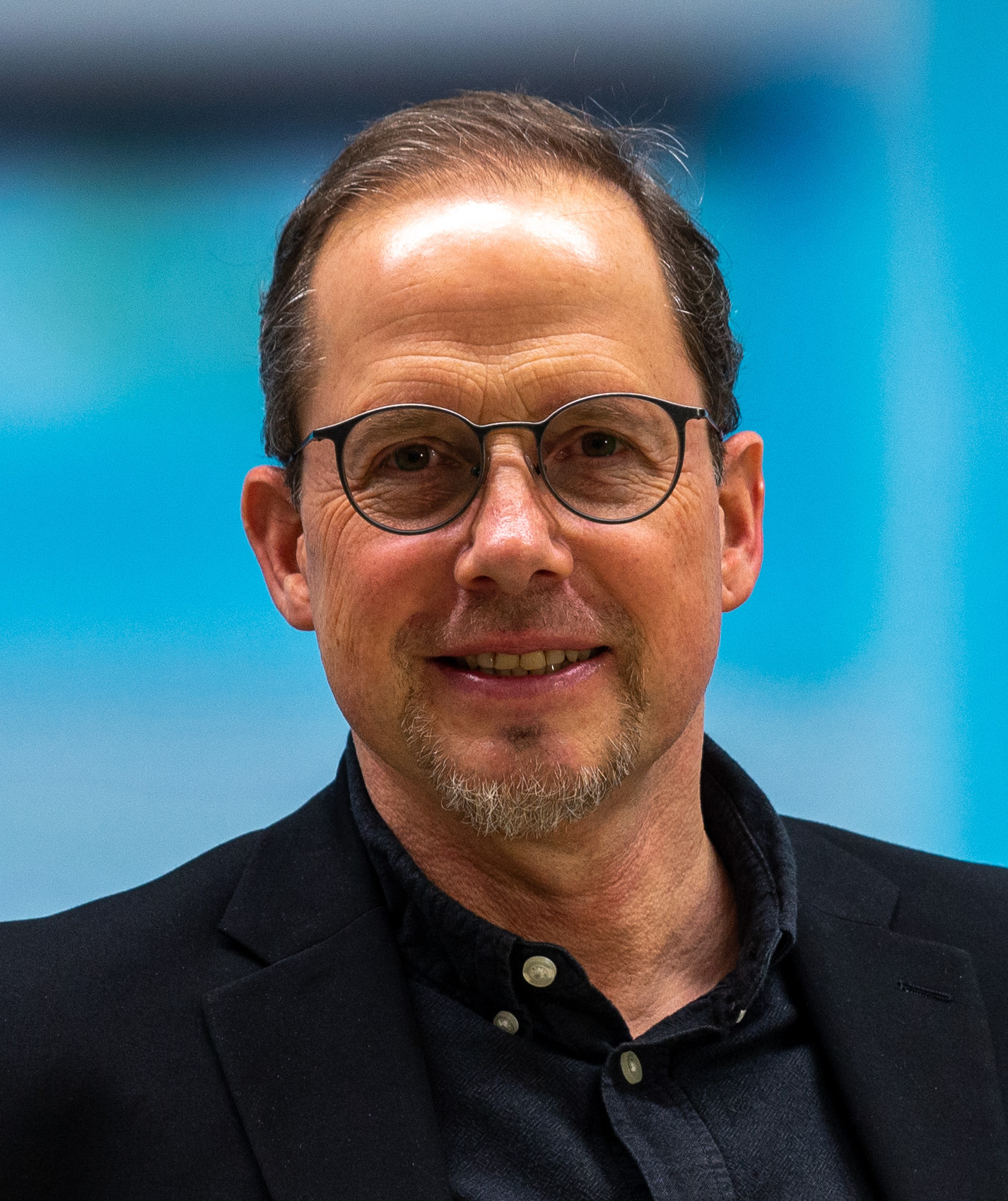
Andre Klump

Andre Klump (* 1968 in Wesel) ist ein deutscher Sprachwissenschaftler und seit 2009 Professor für romanistische Sprachwissenschaft an der Universität Trier.

## Leben
Klump studierte Französisch und Spanisch an der Gerhard-Mercator-Universität Duisburg und an der Université Charles de Gaulle, Lille III (Frankreich). 2001 promovierte er an der Johannes Gutenberg-Universität Mainz, 2005 erwarb er dort die Venia Legendi für Romanische Philologie (Sprachwissenschaft).
Seit 2009 ist Andre Klump Professor für Romanistische Sprachwissenschaft (Schwerpunkt Französisch und Spanisch) an der Universität Trier. Er ist Mitbegründer des America Romana Centrums (ARC) der Universität Trier und der Zeitschrift für Romanische Sprachen und ihre Didaktik (ZRomSD) sowie langjähriger Mitherausgeber der Zeitschrift Romanistik in Geschichte und Gegenwart (RomGG).

## Auszeichnungen
- 1998: Absolventenpreis der Gerhard-Mercator-Universität Duisburg[2]
- 2013: Lehrpreis der Universität Trier[3]
- 2014: Ernennung zum [Miembro Correspondiente] der Academia Dominicana de la Lengua (Dominikanische Republik)[4]
- 2016/2022: Nominierungen für den Lehrpreis des Landes Rheinland-Pfalz[2]

## Schriften (Auswahl an Monographien und Sammelbänden)
- Historische Aspekte der spanischen Sprache in Santo Domingo (16. und 17. Jh.). Frankfurt am Main: Lang, 2002. (Dissertation)[5]
- Oudin, César: Grammaire et observations de la langue espagnolle recueillies & mises en françois. Neuausgabe der 2. Auflage Paris 1604. Hildesheim: Olms, 2004.
- „Trajectoires du changement linguistique“ – Zum Phänomen der Grammatikalisierung im Französischen. Stuttgart: Ibidem, 2007. (Habilitationsschrift)[5]
- America Romana. Perspektiven der Forschung, hg. mit Christine Felbeck, Claudia Hammerschmidt und Johannes Kramer. München: Meidenbauer, 2011.
- Manuel des Langues Romanes, hg. mit Johannes Kramer und Aline Willems. Berlin: de Gruyter, 2014.
- Dominicanidad – Perspectivas de un concepto (trans-)nacional. Dominicanity – Perspectives on a (trans-)national concept, hg. mit Christine Felbeck. Frankfurt am Main: Lang, 2017.